# 비토리아 등대

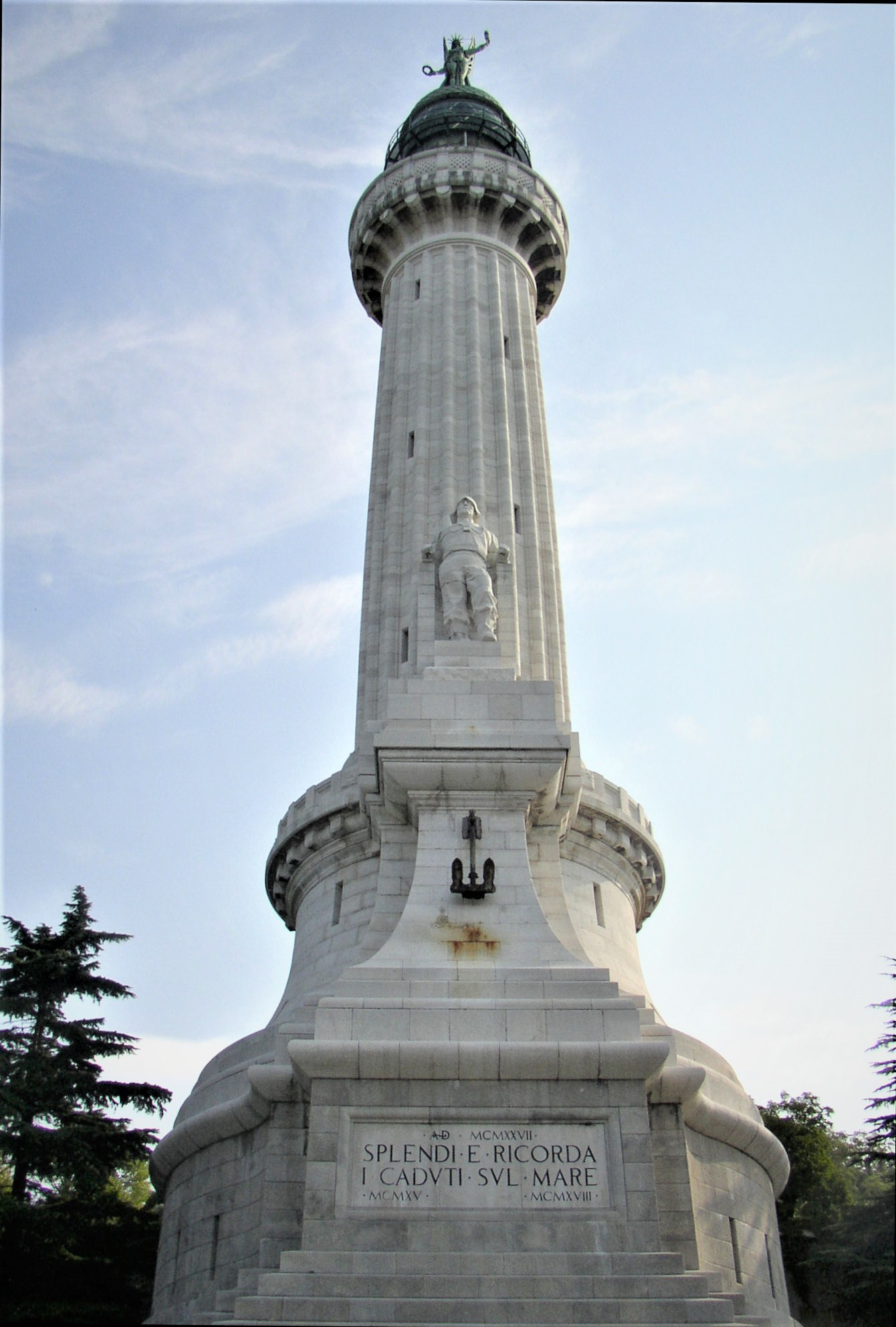

비토리아 등대(이탈리아어: Faro della Vittoria)는 트리에스테만를 괄한하는 이탈리아 트리에스테의 등대이다. 높이는 68미터이며 세계에서 가장 높은 등대들 중 하나이다.